# Pernes-lès-Boulogne

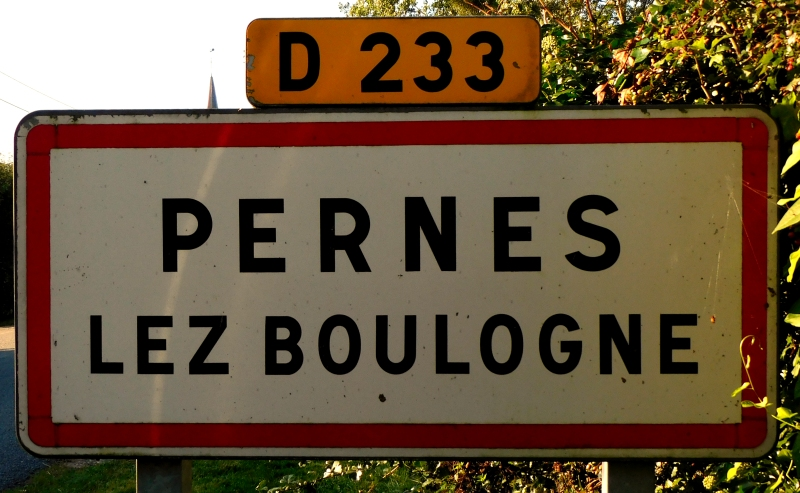
Pernes Lez Boulogne, naambord

Pernes-lès-Boulogne (Pernes lez Boulogne) is een gemeente in het Franse departement Pas-de-Calais (regio Hauts-de-France) 
en telt 425 inwoners (2018). De plaats maakt deel uit van het arrondissement Boulogne-sur-Mer.

## Geografie
De oppervlakte van Pernes-lès-Boulogne bedraagt 7,8 km², de bevolkingsdichtheid is 54,2 inwoners per km².
Pernes ligt in het natuurgebied Le Parc naturel régional des Caps et Marais d'Opale.
De onderstaande kaart toont de ligging van Pernes-lès-Boulogne met de belangrijkste infrastructuur en aangrenzende gemeenten.

## Historie
Het dorp bestond al in de zevende eeuw, in het jaar 823 behoorde het toe aan abdij van Saint-Riquier.
In 881 werd het totaal vernietigd door de Noormannen, pas in 1065 werd het weer genoemd als de graaf van Vlaanderen Baudouin-le-Barbu 
op verzoek van bisschop Druon, de kerk van Pernes, de bijgebouwen, en een stuk land en een ploeg aan het kapittel van Therouanne schonken.

In de daaropvolgende periode was Pernes een van de zeven châtellenies van het Graafschap Saint-Pol.
In de 12e en 13 e eeuw was de baronie van Pernes het bezit van het huis van Bailleul, in de 14e eeuw van de graven van Fauquembergue. 
In 1371 kwam het door een huwelijk weer in het bezit van de graaf van Saint-Pol, verder is bekend dat in 1695 Maximilien van Vignacourt de eigenaar was.

### Kerk
De kerk, Eglise du Saint-Esprit is in de jaren 1851 - 1852 door aannemer M. Sagnier, het ontwerp was van architect Philippe Sannier.
Op de klokkentoren staat het jaartal 1850.

### Toponymie
De naam van de plaats wordt genoemd in documenten als: Pernes (1084-1190), Prenes (1084), Pernae (1119), Parnes (1338), Pernes-lès-Boulogne (1774) .
De naam is afgeleid van het Romeinse antroponymie Paternus met het achtervoegsel -as dat het "domein van Paternus" aangeeft, de toevoeging lès-Boulogne
geeft aan dat het dichtbij Boulogne-sur-Mer ligt.

## Afbeeldingen

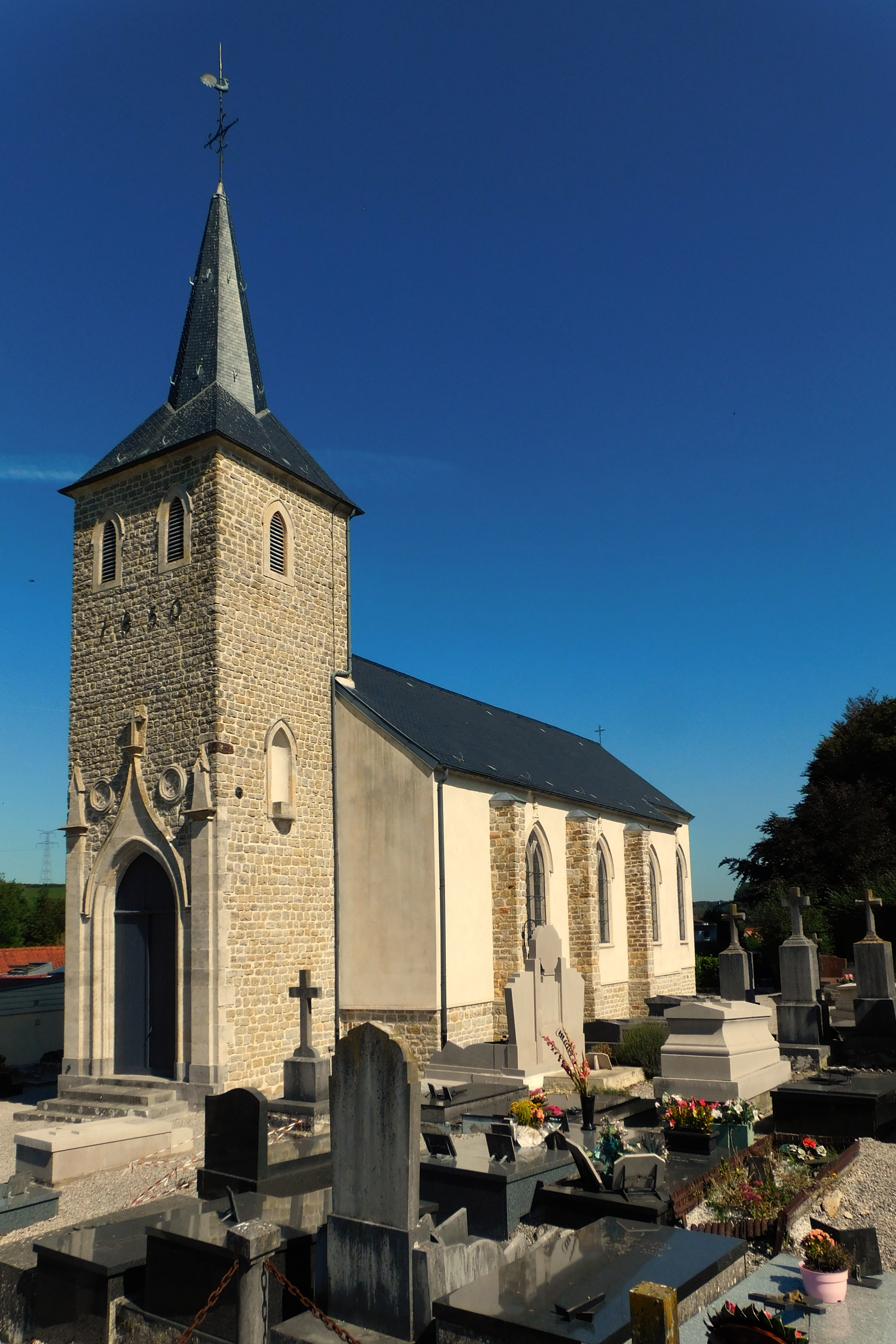
Église du Saint-Esprit
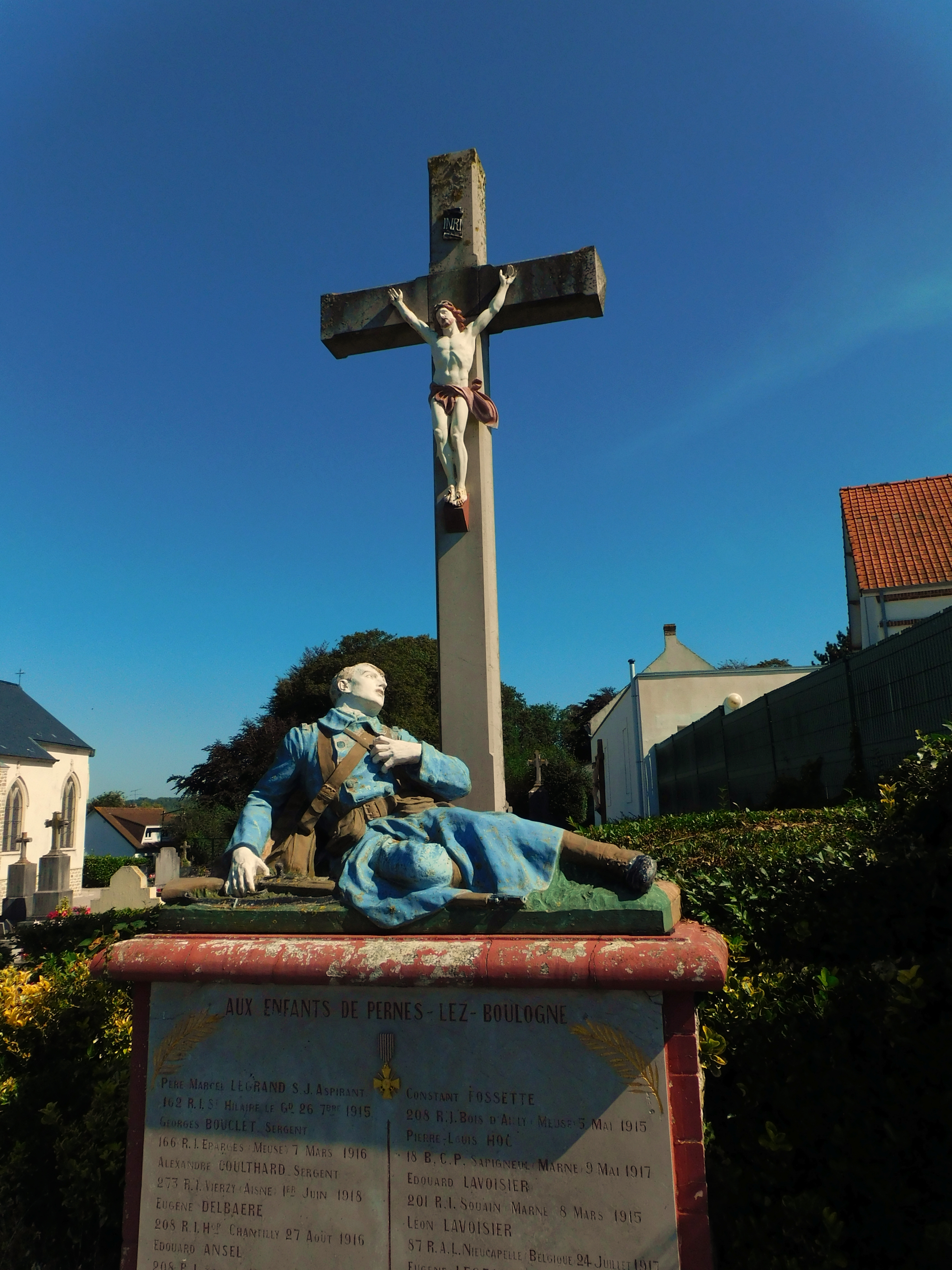
Monument Eerste Wereldoorlog
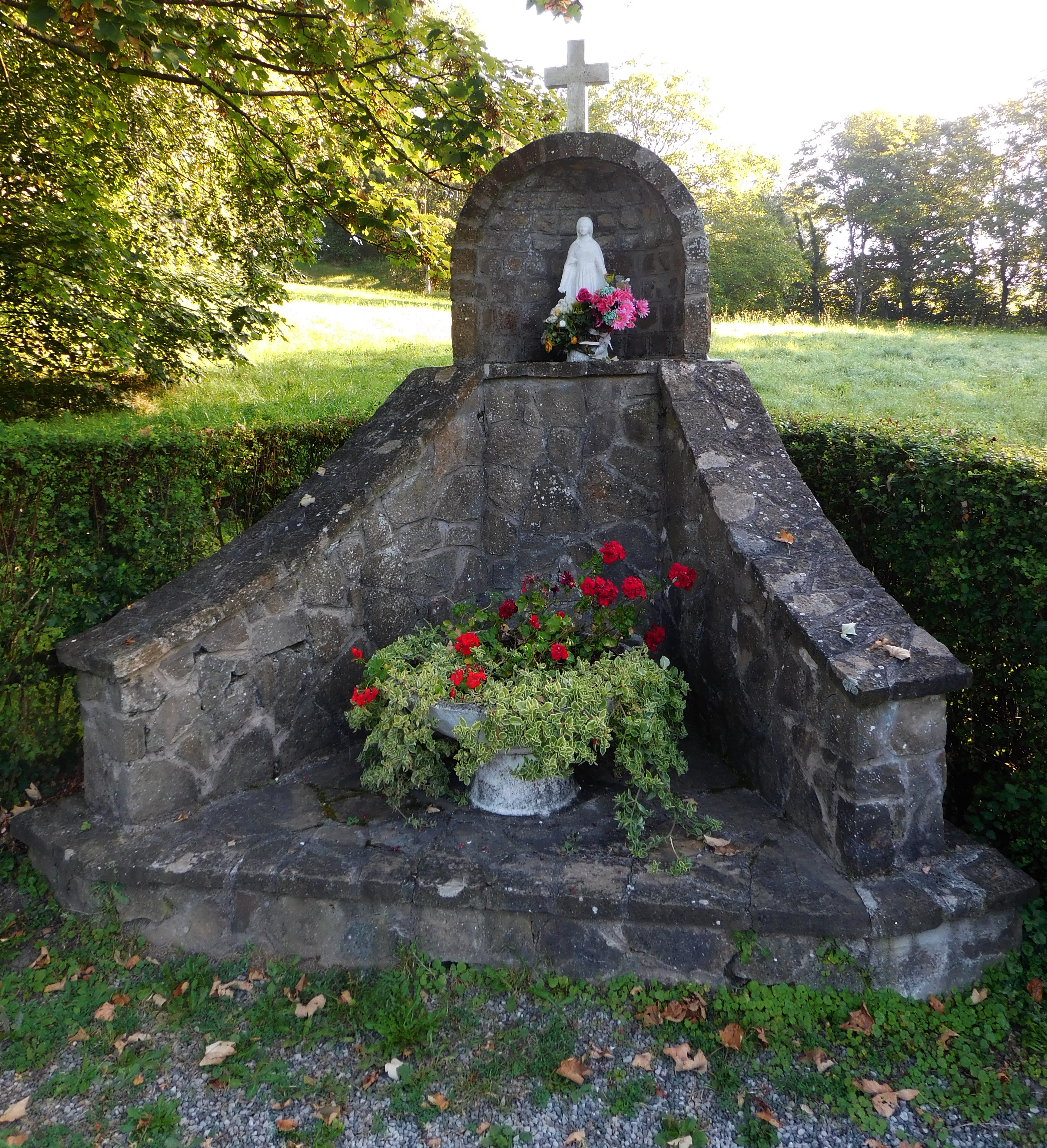
Gebedsplaats met Mariabeeld
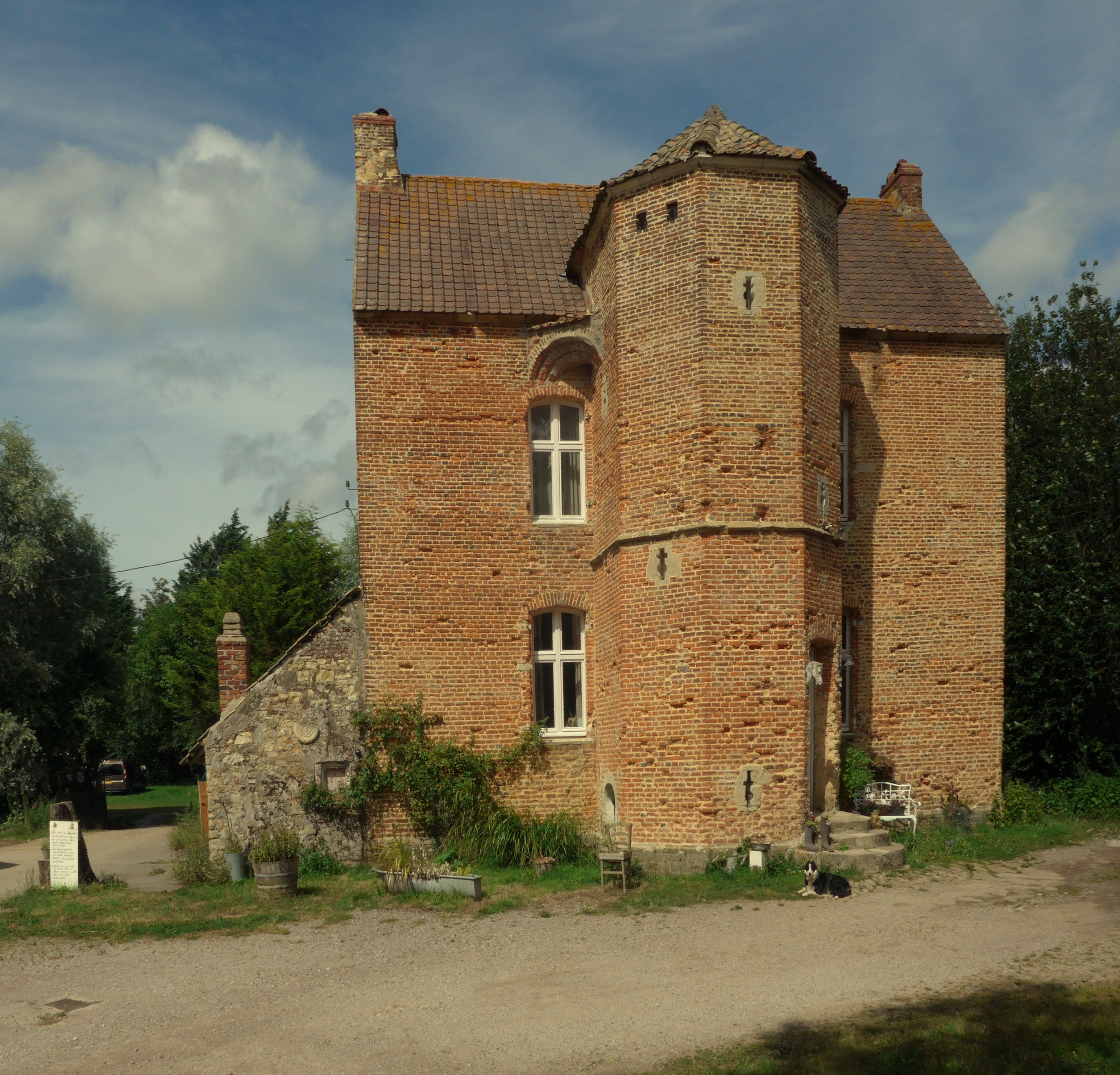
Manoir de Senlecques
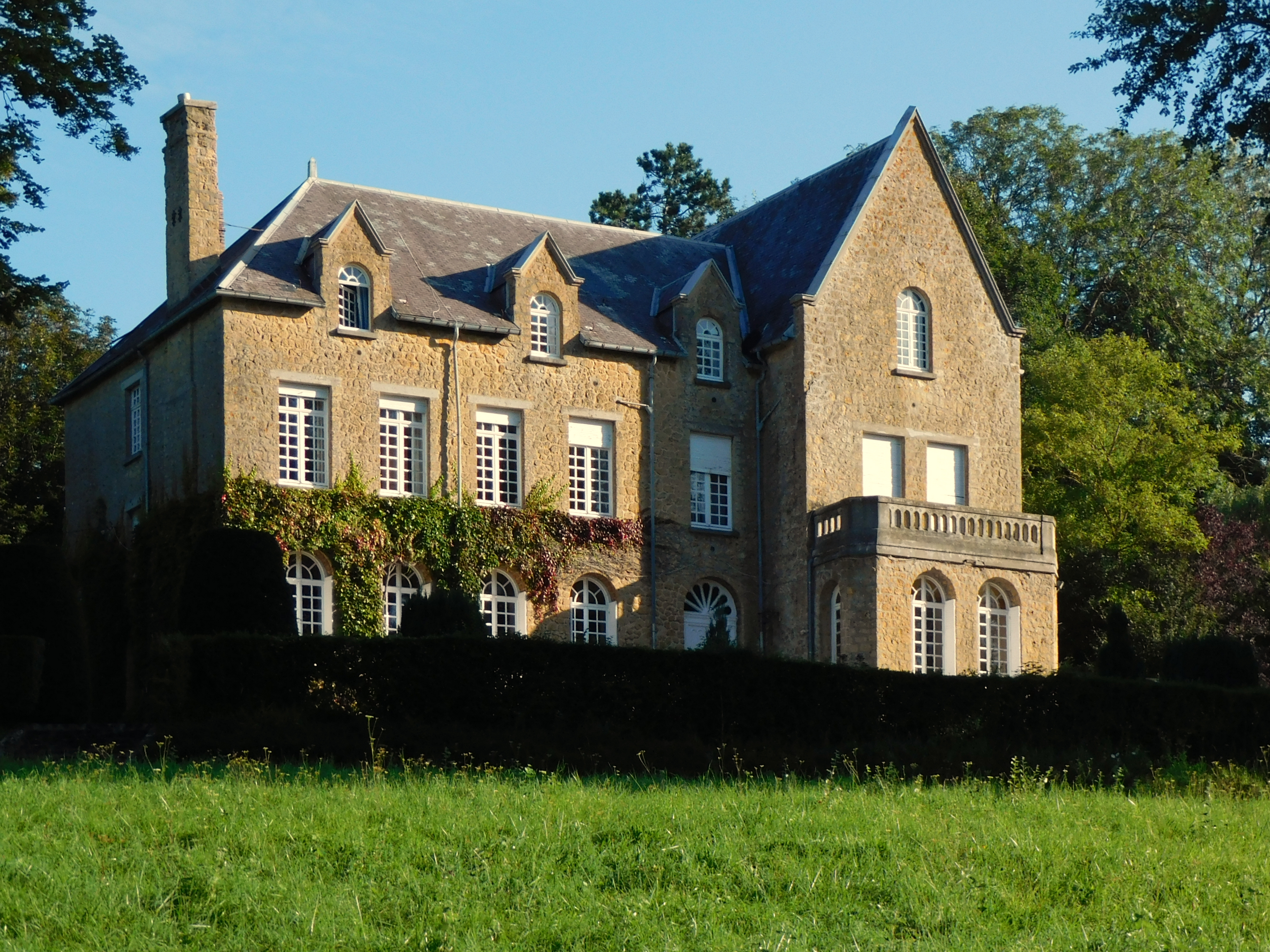
Le petit Fouquehove

## Demografie
Onderstaande figuur toont het verloop van het inwonertal (bron: INSEE-tellingen).